# Svodna
Svodna (cyr. Сводна) – wieś w Bośni i Hercegowinie, w Republice Serbskiej, w gminie Novi Grad. W 2013 roku liczyła 1038 mieszkańców.